# Milord Thomas
 (mai 2018).
Si vous disposez d'ouvrages ou d'articles de référence ou si vous connaissez des sites web de qualité traitant du thème abordé ici, merci de compléter l'article en donnant les références utiles à sa vérifiabilité et en les liant à la section « Notes et références ».
 (mai 2018).
Milord Thomas est un cheval de course français de course d'obstacles né le 1er avril 2009.
Lauréat de 12 courses et placé à 24 reprises sur 39 sorties, il est l'un des chevaux les plus titrés de l'histoire des courses d'obstacles. Il est surtout connu pour sa victoire dans le Grand Steeple-Chase de Paris en 2015, pour ses 3 succès dans le prix La Haye Jousselin en 2014, 2015 et 2016. Ses gains en course s'élèvent à plus de deux millions et demi d'euros au printemps 2019.
Il est monté en course par le crack-jockey français Jacques Ricou jusqu’à la fin de l’année 2018. À la retraite de son jockey, il est monté par Morgan Regairaz, premier jockey de son entraîneur Dominique Bressou, son associé. Milord Thomas est issu d'une association d'éleveurs, André Michel et Thomas Le Boucher. Il appartient à l'américaine Magalen Bryant.

## Début en compétition et ascension
Il fait des débuts en plat à Fontainebleau au mois de septembre de ses 3 ans. Il court quelques semaines plus tard en haie à Auteuil. Il parvient à se classer dans des épreuves de haies de niveau handicap-listed. 
Son premier essai sur le steeple-chase est un échec : il fait tomber son jockey à la rivière des tribunes. Après cette chute, il gardera longtemps une appréhension devant cet obstacle. Fin août à Dieppe, Milord Thomas emporte une course sur le steeple-chase. 
Il s'adjuge son premier succès à Auteuil, sous la selle de Morgan Regairaz, sur un steeple de 4300 mètres. Il est dirigé vers le prix Maurice Gillois (Grand Steeple-Chase des 4 ans). Il affronte l'élite de sa promotion. Dans une course sans encombre, il l'emporte à la faveur de la chute du favori Storm Of Saintly sur la dernière haie. C'est la première course de Groupe 1 à son palmarès. 
Milord Thomas achève sa saison 2013 avec 266 625 euros de gains en 5 places et 3 victoires dans 10 courses.

## Saison 2014
Milord Thomas remporte une course de haies au début de la saison 2014. Il est engagé dans le Prix Ingré, dernière préparatoire au Grand Steeple-Chase de Paris. Il découvre la piste extérieure de l’hippodrome d’Auteuil et son redoutable Rail Ditch and Fence. Il affronte l’élite des steeple-chasers d’âge. Milord Thomas termine 5e du Prix Ingré. Son entourage décide de faire l'impasse sur le Grand Steeple-Chase de Paris et de se diriger vers le prix des Drags. Il se classe deuxième. A l'automne, après une bonne rentrée en Steeple, Milord Thomas s'oriente vers le Prix La Haye Jousselin. Gagnant du prix Héros XII, il se présente au départ du Prix La Haye Jousselin en favori. Après une course à l’économie, il se détache dans la ligne droite pour tenir en respect Shannon Rock, et remporte son deuxième Groupe 1. 
Milord Thomas achève 2014 avec six courses courues pour trois victoires et trois places et des gains s'élevant à 434 400 euros.

## Saison 2015
Milord Thomas revient en 2015 avec l'objectif de remporter le Grand Steeple-Chase de Paris. Il effectue les courses préparatoires classiques. Après une 4e place dans le Prix Troytown, il se classe 3e du Prix Murat puis il s’impose dans le Prix Ingré. Sa préparation en vue du Grand-Steeple est au meilleur. 
Milord Thomas est le favori logique du Grand-Steeple, en l’absence du tenant du titre Storm Of Saintly. Durant la course, Milord Thomas s'installe directement parmi les chevaux de tête. Il marque une grosse hésitation au premier passage de la rivière des tribunes, mais saute les autres obstacles à la perfection. Comme dans le Prix La Haye Jousselin quelques mois auparavant, il se détache de Shannon Rock après la dernière haie. Shannon Rock termine pour la quatrième fois deuxième du Grand Steeple. Milord Thomas tient son troisième Groupe 1. En s’imposant dans le Grand Steeple-Chase de Paris, il offre une victoire prestigieuse à sa propriétaire, son jockey, son entraîneur et ses éleveurs. 
Il commence l'automne avec l'objectif de remporter une deuxième fois le Prix La Haye Jousselin. Premier pour sa rentrée sur les haies, puis deuxième dans le Prix Héros XII, Milord Thomas garde son titre après une lutte épique contre Saint Palois et Vezelay dans la dernière ligne droite. 
Il achève la meilleure saison de sa carrière : 7 courses, 4 victoires, 3 places et 806 350 euros de gains.

## Saison 2016
Après son année 2015 exceptionnelle, Milord Thomas effectue sa préparation en vue de remporter une seconde fois le Grand Steeple-Chase de Paris. Durant les courses préparatoires, il termine successivement 3e du Prix Troytown, 4e du Prix Murat et 2e du Prix Ingré. Des doutes planent sur sa forme physique ; en effet, il sera opposé au champion As d'Estruval, invaincu en six sorties. 
La course se déroule sous une pluie battante. So French, le jeune 5 ans appartenant également à Magalen Bryant, prend la tête de la course au second passage de la rivière des tribunes et ne la lâche pas jusqu'à l'arrivée. Milord Thomas achève la course 4e, première défaite dans une course de Groupe 1. La course est marquée par la disparition du favori As d'Estruval et d'Ange d'Amour. 
Après cette défaite, Milord Thomas arrête l'entrainement et prend du repos en Normandie, jusqu'à l'automne. Revenu tardivement à l'entrainement, il renoue avec la victoire dès sa rentrée dans le Prix Héros XII, seule course préparatoire au prix La Haye-Jousselin. C'est une course relevée : il affronte les deux derniers lauréats du Grand Steeple-Chase de Paris Storm Of Saintly et So French et aussi le vieux Shannon Rock. Dès le départ, Milord Thomas se place en tête. Il ne se laisse pas dépasser et remporte une troisième fois le prix La Haye-Jousselin. Il est le troisième cheval en 130 années à remporter plus de 2 fois cette course, comme, en leur temps, Meli Melo et Al Capone II. Il accroche une cinquième course de Groupe 1 à son palmarès. Il est un des chevaux les plus titrés de l'histoire des courses d'obstacles. 
Milord Thomas, cette année 2016, remporte 472 950 euros de gains en 6 courses pour 2 victoires et 4 places.

## Saison 2017
Revenu en pleine forme en fin d'année 2016, il doit renoncer au Grand Steeple-Chase de Paris. En mars, les vétérinaires lui diagnostiquent un problème à un suspenseur. Il quitte l'entrainement et est arrêté durant 6 mois. 
Après 4 mois de box, il reprend progressivement son activité. Son problème de santé résolu, il débute dans une course contre la montre pour retrouver la condition physique. Avec l'objectif de défendre son titre dans le prix La Haye-Jousselin, il revient à l'entrainement à la fin du mois d’août. Son entourage renonce au prix La Haye-Jousselin par manque de préparation. Il est orienté fin octobre vers une course de haies à Compiègne et se classe troisième. Contre toute attente, son entraîneur, Dominique Bressou décide alors de l'engager dans le prix La Haye-Jousselin, une semaine plus tard. Milord Thomas s'incline pour la première fois dans le prix La Haye-Jousselin, face à Bipolaire, de quelques longueurs. Il est inscrit sur le Prix Georges Courtois, et se contente du premier accessit. 
Au terme de cette année mouvementée et sans victoire, Milord Thomas ajoute 3 places et 185 700 euros à son palmarès.

## Saison 2018
A l'âge de 9 ans, Milord Thomas commence l'année 2018 en prenant la deuxième place du Prix Murat à Perfect Impulse, dauphine du Grand Steeple-Chase de Paris 2017. Dans sa deuxième course préparatoire, le Prix Ingré, il a une importante hésitation au Rail Ditch and Fence, et finit à la troisième place, face aux deux jeunes 5 ans de la course Edward d'Argent et On The Go, leaders de leur génération l'an passé. 
Chaussé pour la première fois de fers collés, Milord Thomas se présente au départ du Grand Steeple-Chase de Paris en parfaite condition physique. Il fait face à un des plus beaux lots de ces dernières années. Dès la première haie, Bipolaire chute, entraînant avec lui le tenant du titre So French, ainsi que Roi Mage. Milord Thomas prend assez rapidement la tête de l’épreuve aux côtés de la favorite, Perfect Impulse, pour imposer un rythme extrêmement sélectif. À l’amorce de la ligne d’en face, Milord Thomas demande à souffler, commet deux fautes, perd de précieuses longueurs. Il finira quatrième, derrière On The Go, Perfect Impulse et Edward d’Argent. À l’issue d’une course d'anthologie, On The Go s’impose en 7 minutes et 9 secondes, soit le meilleur chrono depuis que le Grand Steeple-Chase de Paris est couru sur 6 000 mètres en 2014.
Après la trêve estivale pendant laquelle les trois premiers du Grand Steeple-Chase de Paris se sont retrouvés sur la touche (On The Go, Perfect Impulse et Edward d'Argent), Milord Thomas effectue sa rentrée dans le Prix Héros XII qu'il a déjà remporté deux fois. Il fait face à Saint Goustan Blue, valeur montante du Steeple-Chase qui s'est déjà imposé à 14 reprises. La course est limpide, Milord Thomas saute tous les obstacles à la perfection, il se classe deuxième derrière Saint Goustan Blue qui s'annonce comme le principal prétendant au prix La Haye-Jousselin. Malgré ses neuf ans, Milord Thomas prouve qu'il est encore en pleine forme et qu'il sera redoutable pour récupérer son titre trois semaines plus tard dans le prix La Haye-Jousselin.
Milord Thomas prend le départ du prix La Haye-Jousselin en qualité d'outsider. Au second passage de la rivière, Milord Thomas commence à se rapprocher de Saint Goustan Blue qui fait la course en tête, il marque une grosse hésitation sur la rivière des tribunes. Cette hésitation lui fait perdre à Milord Thomas de précieuses longueurs. Il ne peut participer à la lutte finale entre Saint Goustan Blue et Bipolaire à l'issue de laquelle Bipolaire offre à Jonathan Plouganou son premier Groupe 1. Milord Thomas termine à la troisième place, à distance des deux premiers.
Milord Thomas prend le départ du prix Georges Courtois pour la dernière fois associé à Jacques Ricou qui a annoncé son départ à la retraite. À la suite d'une course régulière, Milord Thomas plafonne et termine à la quatrième place. 
Milord Thomas achève l’année 2018 avec 262 100 euros de gains supplémentaires, portant ainsi son compteur à 2 451 350  euros.